# オレゴン・カントリー
オレゴン・カントリー（Oregon Country）、または単に「オレゴン」（オレゴン州とは異なる）は、北緯42度の北、北緯54度40分の南、そしてロッキー山脈の西から太平洋までの土地から成る北アメリカ西部の地域を指した言葉。この地域は、現在のカナダのブリティッシュコロンビア州の一部、合衆国のオレゴン州、ワシントン州、アイダホ州の全域と、モンタナ州、ワイオミング州の一部をから成った。この地域は、大まかには太平洋岸北西部の広い定義に対応する。合衆国政府の地域の領有の主張から1846年のオレゴン条約まで、「オレゴン・カントリー」という言葉は特定の地域を指すのに使用されたのだが、今日この意味で用いられる事は非常に稀である。この地域の大半を指すイギリスの名称は「コロンビア地区」で、トンプソン川の北は、北緯54度40分を超えてかなり北まで伸びたハドソン湾会社の「ニューカレドニア地区」の一部であった。

## 初期の探険
アレグザンダー・マッケンジーは、メキシコの北の陸路で北米を横断した最初のヨーロッパ人で、1793年に太平洋岸のベリャクーラに到着した。1804年から1806年、ルイス・クラーク探検隊のメリウェザー・ルイスとウィリアム・クラークは、合衆国の領地の視察でこの地を探険した。イギリスの毛皮会社で働いていたデーヴィッド・トンプソンは、オレゴン・カントリーの大半を探険した。1811年、彼はコロンビア川全域を旅した最初のヨーロッパ人となった。

## 名前の由来
オレゴンという言葉の由来は明確ではない。一説には、フランス人探険家がコロンビア川をouragan（嵐の川）と呼び、それが恐らく「オレゴン」の由来になった。その他の可能性としては、フランス語とスペイン語の単語が基になっている（この地域はそれらの国によって探険されたため）ことが示唆されているが、正式な名前の由来は分かっていない。ジョージ・R・スチュワートは1944年にAmerican Speechの記事で、18世紀初期に出版されたフランス製の地図で、彫刻家が間違えたことに由来すると唱えた。その説では、「Ouisiconsink（ウィスコンシン川）」は "Ouaricon-sint" と綴られ、それが2行にわたって分けられて下の行に "-sint" が送られ、そして西に流れる川が "Ouaricon" という名前のように見えた。この説は、Oregon Geographic Names に「最ももっともらしい説明」として支持された。

## 領土の変化
オレゴン・カントリーはもともと、アメリカ合衆国、イギリス、フランス、ロシア、スペインが領有を主張した。合衆国は、1792年のロバート・グレイのコロンビア川の発見とルイス＝クラークの探険に基づいて主張した。イギリスは自国のコロンビア川の探険に基づき主張した。スペインの主張は、彼らが18世紀後半に太平洋岸を探険していた事実に基づいた。ロシアの主張は、アラスカからオレゴンにまで広がっていた入植地に基づいた。フランスとスペインは、両国の西部の、18世紀の北緯42度線沿いの領土の主張を分割していた。七年戦争の終結でのフランスの敗北で、フランスの主張は事実上終了した。スペインは、ヌートカ危機後の1790年のヌートカ会議と、合衆国に北緯42度以北の領地のすべての主張の放棄を規定した1819年のアダムズ＝オニス条約で、その主張を少しずつ諦めた。ロシアは1824年の合衆国との条約と1825年のイギリスとのそれぞれの条約で主張を諦めた。
その間に、合衆国とイギリスは1818年のアングロ＝アメリカン会議で、北緯49度に沿って西のロッキー山脈までの領地の両国の境界を延長する事を協議した。両国は、ロッキー山脈の西から太平洋までの土地を、「共同の占有」をすることで合意した。
1840年代初め、一部のオレゴン住民が、3名の行政機関と一人の最高行政官で臨時の共和国を創設した事を主張した。オレゴンの政治家のある派閥が、独立した国家としてオレゴンの政治的な発展を続けることを望んだのだが、合衆国の加入への圧力は1848年までには広く行き渡っていた。

## 初期の入植地
ルイス＝クラークの探険の後、ジェディディア・スミスやジム・ベックワースのような、現在はマウンテンマンとして知られる毛皮商人たちは、ロッキー山脈でビーバーの皮を探していた。これらの罠猟師たちはインディアンの習慣を身につけて、彼らの多くはインディアン女性と結婚した。 彼らはカリフォルニアとオレゴンへ行くのにインディアンの山道を用いた。
イギリスの毛皮会社のノースウェスト会社とハドソンズ・ベイ会社は、北からアタバスカ峠を経由してオレゴン・カントリーに進出した。同じ頃、ジョン・ジェイコブ・アスターがパシフィック毛皮会社を創設し、1811年オレゴン・カントリーのアストリア砦（現オレゴン州アストリア）に毛皮交易所を建設して、アメリカとイギリスの毛皮交易の競合の時代がこの地域で始まった。米英戦争後、ハドソンズ・ベイ会社が太平洋岸北西部の毛皮交易を制した。1813年、コロンビア川にイギリス軍艦が到着すると、アストリアの住民は、彼らのイギリスのライバル会社にパシフィック毛皮会社の全部を売ることによって、できる限り財産を持ち出そうと駆り立てられた。イギリス支配のもと、アストリアはフォートジョージに改名された。1824年にこの地域の首領、または首長派閥に任命されたジョン・マクローリンは、地域の本部をバンクーバー砦に移動し、そこは1846年のオレゴン条約まで、太平洋岸北西部の実質的な政治の中心地となった。1820年代、アメリカ人はロッキー山脈を越えてこの土地に移住し始め、1840年代にはオレゴン・トレイルを使って大規模な移住が始まった。
合衆国東部の教会はオレゴン・カントリーの噂を耳にし始め、一部の教会はインディアンを改宗させるために宣教師を派遣することに決めた。ニューヨーク出身のメソジスト教会の牧師ジェイソン・リーは、これらオレゴン宣教師の最初の人物であった。彼はウィラメット・ヴァレーにインディアンのための伝道学校を建設した。

## オレゴン条約
1843年、ウィラメット・ヴァレーの入植者たちは、シャンプーイに暫定政府を設立し、1845年にハドソンズ・ベイ会社のジョン・マクラフリンに個人的に（しかし公式ではなく）承認された。
合衆国の政治的な圧力は、オレゴン・カントリー全域の占有へと駆り立てた。アメリカ南部の拡張論者たちはテキサス併合を望み、一方で北東部の拡張論者たちは、オレゴン・カントリー全体の併合を望んだ。テキサスが奴隷制支持となり、オレゴンが奴隷制反対となることは十分起こりえることであり、相対的に力関係が平行してアメリカの拡張が進むことが重要であると見なされた。
1844年の合衆国大統領選挙で、民主党は両地域への拡張を主張した。しかし、ジェームズ・ポーク大統領は選出された後に、オレゴン・カントリーの合衆国への併合の北の境界として、北緯49度線を支持した。それはポークのテキサス拡張には妥協しない姿勢と、オレゴン境界紛争には比較的沈黙する姿勢を表しており、それがオレゴン・カントリーの北の境界と主張されていた「54度40分、さもなくば戦え！（Fifty-Four Forty or Fight!）」という文句に繋がったが、このフレーズはしばしば誤ってポークの選挙戦スローガンと言われている。このスローガンの目的は、オレゴン・カントリーを併合する努力を支援するために、合衆国南部の拡張支持者を糾合することであり（彼らの一部は、奴隷制に賛成のために奴隷制と反奴隷制の州と領土の均衡を崩す目的で、テキサス併合のみを望んだ）、大衆のマニフェスト・デスティニーという通念に訴えていた。一方でイギリス政府は、コロンビア川以北のすべての領土の支配を目論んだ。
二国は最終的に1846年のオレゴン条約で平和的な合意に達し、バンクーバー島全域はイギリスの支配下のまま、北緯49度線に沿ってジョージア海峡までのラインで領土を分けた。この境界は現在も、ブリティッシュコロンビア州と、近接するワシントン、アイダホ、モンタナの各州を隔てている。
1848年、オレゴン・カントリーの合衆国部分は、オレゴン準州として正式に編入された。1849年、 バンクーバー島はイギリス領植民地となり、1858年には本土部分がブリティッシュコロンビア植民地として組織化された。

## 参照
1. ↑  Clarke, S.A. (1905). Pioneer Days of Oregon History. J.K. Gill Company
2. ↑  Meinig, D.W. (1968, pg.52) The Great Columbia Plain: A Historical Geography, 1805-1910, University of Washington Press, Seattle, ISBN 0-295-97485-0